# Mayo Njarendi
Mayo Njarendi ou Mayo Ndjarendi est un village de la Région du Nord du Cameroun. Il est situé dans l'arrondissement de Poli dans le département du Faro.
Le village fait partie du lamidat de Voko et compte 218 habitants en 2005
Le village est riche en sable, néanmoins, ces ressources, comme celles présentes dans  l’arrondissement de Poli, également très riche en ressources naturelles, ne sont pas exploitées ou sont sous-exploitées. 
Mayo Njarendi possède un centre de santé intégré. 